# Yatran
La rivière Yatran (en ukrainien : Ятрань) est un cours d'eau d'Ukraine et un affluent droit de la Sinioukha, dans le bassin hydrographique du Boug méridional.

## Géographie
La Yatran est longue de 104 km et elle draine un bassin de 2 170 km2. Sa pente moyenne est de 1,3 m/km. Son lit majeur s'étend sur 800 à 1 000 m. La Yatran est utilisée pour l'approvisionnement en eau et la production d'hydroélectricité.
Elle prend sa source près du village de Tomachivka et arrose les oblasts de Tchernihiv et de Tcherkassy. 